# Catarina Camufal
Catarina Camufal (30 de março de 1980) é uma basquetebolista profissional angolana.

## Carreira
Catarina Camufal integrou a Seleção Angolana de Basquetebol Feminino, em Londres 2012, que terminou na décima segunda colocação.